# Salvatore Puccio
Pour les articles homonymes, voir Puccio (homonymie).
Salvatore Puccio (né le 31 août 1989 à Menfi, dans la province d'Agrigente, en Sicile) est un coureur cycliste italien, membre de l'équipe Ineos.

## Biographie
Originaire de Sicile, Salvatore Puccio commence le cyclisme à l'âge de 8 ans à l'UV Menfi, remportant plusieurs victoires dans les catégories inférieures. En 2002, il déménage avec sa famille à Assise, en Ombrie,. Après avoir obtenu quelques succès à l'UC Bastia, il débute en 2004 son expérience avec le maillot de l'UC Petrignano, une équipe avec laquelle il s'impose à plus de vingt reprises chez les étudiants et les juniors,.
En 2008, il évolue chez les espoirs avec le club toscan Bedogni-Grassi, où il court pendant trois ans, obtenant une victoire à la Coppa del Grano et plusieurs places d'honneur,. En 2011, il rejoint Hopplà-Truck Italia, une autre équipe toscane. Cette saison-là, il remporte cinq courses, dont deux sous le maillot de l'équipe nationale : le Tour des Flandres espoirs et une étape de Toscane-Terre de cyclisme, manches de la Coupe des Nations espoirs,.
Salvatore Puccio commence sa carrière professionnelle chez Sky en 2012. Il y est recruté afin de renforcer l'équipe pour les classiques.
En 2013, il dispute le Tour d'Italie, son premier grand tour. Avec ses coéquipiers, il gagne la première étape, un contre-la-montre par équipes, ce qui lui permet de porte le maillot rose pendant une journée. Durant la suite de ce Giro, il est quatrième et sixième d'étape, et termine à la 73e place du classement général. Durant l'été, il participe au Tour d'Espagne, qu'il ne termine pas.
Aux championnats du monde de 2014, à Ponferrada en Espagne, il dispute le contre-la-montre par équipes avec Sky, qui prend la quatrième place.
Initialement présélectionné pour la course en ligne des championnats du monde de Richmond en 2015, Puccio n'est pas dans la sélection finale italienne de neuf coureurs. Il est néanmoins présent aux États-Unis comme remplaçant pour cette épreuve.
Aligné au départ du Tour d'Espagne en 2016 il y gagne la première étape, un contre-la-montre par équipes, avec la formation Sky.
En 2017, il est sélectionné pour les championnats d'Europe de cyclisme sur route.
En août 2018, il termine 42e du championnat d'Europe sur route à Glasgow.
Fin juillet 2019, il est présélectionné pour représenter son pays aux championnats d'Europe de cyclisme sur route.
Le 1er novembre 2023, Ineos Grenadiers annonce l'extension du contrat de Puccio jusqu'en fin d'année 2025.

## Palmarès et classements mondiaux

### Palmarès
- 2007
  - 2e étape du Tour de Toscane juniors
- 2009
  - Coppa del Grano
- 2010
  - 2e du Trophée Mario Zanchi
  - 2e de la Coppa Comune di Castelfranco
  - 2e de la Coppa Ciuffenna
- 2011
  - Trophée Riccardo Galardi
  - Tour des Flandres espoirs
  - 3e étape de Toscane-Terre de cyclisme
  - Trophée Adolfo Leoni
  - Florence-Viareggio
  - 2e du Gran Premio Pretola
  - 2e du Trophée Mario Zanchi
  - 2e du Giro del Belvedere
  - 2e du Gran Premio Palio del Recioto
  - 2e de la Coppa Comune di Castelfranco
  - 2e du Trophée Rigoberto Lamonica
- 2013
  - 2e étape du Tour d'Italie (contre-la-montre par équipes)
- 2016
  - 1re étape du Tour d'Espagne (contre-la-montre par équipes)

### Résultats sur les grands tours

#### Tour d'Italie
10 participations
- 2013 : 73e, vainqueur de la 2e étape (contre-la-montre par équipes),  maillot rose pendant 1 jour
- 2014 : 98e
- 2015 : 68e
- 2017 : 86e
- 2018 : 64e
- 2019 : 86e
- 2020 : 56e
- 2021 : 94e
- 2022 : 85e
- 2023 : 72e

#### Tour d'Espagne
7 participations
- 2013 : non-partant (20e étape)
- 2015 : 77e
- 2016 : 121e, vainqueur de la 1re étape (contre-la-montre par équipes)
- 2017 : 78e
- 2018 : 96e
- 2019 : 89e
- 2021 : 98e

### Classements mondiaux
| Année                                 | 2010 | 2011 | 2012 | 2013 | 2014 | 2015 | 2016  | 2017  | 2018  | 2019  | 2020 | 2021 | 2022 | 2023 | 2024  |
| ------------------------------------- | ---- | ---- | ---- | ---- | ---- | ---- | ----- | ----- | ----- | ----- | ---- | ---- | ---- | ---- | ----- |
| UCI World Tour                        |      |      | 215e | 199e | nc   | 155e | 192e  | 344e  | 311e  |       |      |      |      |      |       |
| Classement mondial                    |      |      |      |      |      |      | 602e  | 1645e | 1613e | 1684e | 630e | nc   | nc   | nc   | 2854e |
| UCI Europe Tour                       | 598e | 85e  |      |      |      |      | 1344e | 1872e | 1916e | 1115e | 512e | nc   | nc   | nc   | nc    |
|                                       |      |      |      |      |      |      |       |       |       |       |      |      |      |      |       |
| Légende : nc = non classéSource : UCI |      |      |      |      |      |      |       |       |       |       |      |      |      |      |       |